# باگلیتو
باگلیتو (انگلیسی: Baglietto) شرکت کشتی‌سازی ایتالیایی است، که در سال ۱۸۵۴ تأسیس شد.